# Hafen Aschaffenburg
Der Hafen Aschaffenburg, einer von sechs Standorten der bayernhafen Gruppe, liegt auf der bayerischen Seite des Rhein-Main-Gebiets (Mainkilometer 83,0). Mit dem Main ist der Hafen Bestandteil des 3.500 Kilometer langen Rhein-Main-Donau Wasserweges, der die Nordsee und das Schwarze Meer verbindet.
Der Main verbindet den Aschaffenburger Hafen mit den Wirtschaftszentren am transeuropäischen Wasserverkehrsnetz und mit den wichtigsten Seehäfen im Rhein-Maas-Delta, den ARA-Häfen Amsterdam, Rotterdam und Antwerpen.
2016 wurden ca. vier Millionen Tonnen im bayernhafen Aschaffenburg umgeschlagen. Zu den Umschlaggütern zählen z. B. Mineralöle, Baustoffe, Zellulose, Kohle, Stahl, chemische Vorprodukte, Industrieprodukte, Wert- und Industrieholz sowie Edelmetall- und Eisenschrott, Papier und Kunststoffe. Die funktionalen Schwerpunkte des bayernhafen Aschaffenburg sind die Industrielogistik, erneuerbare Energien und Recycling/Rohstoffe.
Circa 60 Unternehmen aus Logistik, Produktion, Recycling, Versorgung und Dienstleistung nutzen den Hafen als Unternehmensstandort und beschäftigen ca. 2.500 Mitarbeiter. Der bayernhafen Aschaffenburg selbst beschäftigt rund 35 Mitarbeiter.
Die Gesamthafenfläche beträgt 157 Hektar. Das entspricht ungefähr der Fläche von 220 Fußballfeldern. Zur Hafeninfrastruktur gehören zwei Hafenbecken, 3.454  Meter Kailänge, 21 km hafeneigenes Gleisnetz, ein Terminal für den Kombinierten Verkehr und ein Schwergutumschlagplatz.

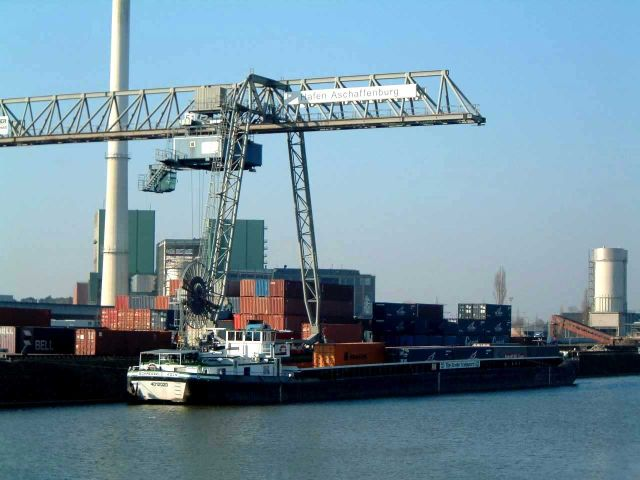
Trimodales Containerterminal Bayernhafen Aschaffenburg

Im Jahr 2013 hatte der Hafen Aschaffenburg mit 787.502 t Schiffsgüterverkehr einen Anteil von 10,17 % des Schiffsgüterverkehrs in Bayern, der 2013 bei insgesamt 7.742.816 t lag. 2024 betrug der gesamte Umschlag 1,27 Millionen t, wozu das Schiff 586.577 t und die Bahn 681.080 t beitrugen.

## Geschichte
Der Staatsvertrag von 1906  zwischen den Ländern Bayern, Preußen, Baden und Hessen legte den Ausbau des Mains für die Großschifffahrt fest. Bau und Ausbau des Hafens Aschaffenburg begannen 1914 und endeten mit der Eröffnung des Hafens am 3. November 1921.
Mit der Verordnung vom 27. August 1925 schuf Bayern die Bayerische Landeshafenverwaltung als eigenständige Verwaltung und errichtete die Hafenämter in Ludwigshafen am Rhein, Aschaffenburg, Regensburg und Passau. Die Zuständigkeit der Reichsbahn, der Straßen- und Flussbauämter und die der bayerischen Zollverwaltung für die Häfen wurde dadurch abgelöst. Mit Wirkung vom 1. Januar 1926 verwaltete das Hafenamt Aschaffenburg die Anlagen im Neuen Hafen Aschaffenburg und im Floß- und Handelshafen. Der Neue Hafen war für die damalige Zeit eine Anlage mit gigantischen Ausmaßen. Er ist nach wie vor das größte zusammenhängende Industrie- und Gewerbegebiet am bayerischen Untermain.
Wichtige Transportgüter der ersten Jahre waren Kohle und Koks für die Region und die Dampflokomotiven der Deutschen Reichsbahn. Bereits 1924 waren 28 größere Betriebe im Hafen angesiedelt worden. Schwerpunktmäßig handelte es sich um Speditionen und Schifffahrtsgesellschaften, Industriebetriebe sowie Kohlegroßhandlungen.
Die heftige Schlacht um Aschaffenburg wurde mit dem Abwurf einer Luftmine auf die Hafenanlage eröffnet.
Nach dem Zweiten Weltkrieg verlor Bayern mit seinen linksrheinischen Landesteilen auch die Rheinhäfen Ludwigshafen am Rhein, Speyer und Maximiliansau. In den Stammlanden blieben die Hafenämter Regensburg und Aschaffenburg mit den zugehörigen Häfen.
Am 1. April 1953 wurden die bis dahin als Einzelbetriebe kameralistisch (= nur Einnahme-/ Ausgaberechnung) verwalteten Hafenämter zu einem kaufmännisch geführten Wirtschaftsbetrieb zusammengefasst, was den Grundstein für ihre unternehmerische Ausrichtung legte.
1960 wurde begonnen, die ehemaligen Flächen der Wehrmacht für Industrieansiedlungen zu erschließen und herzurichten („Industriepark Südwest“). Heute sind dort hauptsächlich Logistikunternehmen angesiedelt, beispielsweise der dänische Logistikkonzern DSV. In den 1960er Jahren schwand die Bedeutung von Kohle als Brennstoff, gleichzeitig nahm der Mineralölumschlag zu. 1972 erfolgte die Erweiterung entlang des Mains mit der Inbetriebnahme der Umschlagstelle Stockstadt, die als Industriehafenteil (Kai 6) der Versorgung der dahinter liegenden Papierfabrik mit Kohle, Zellstoff, Calciumcarbonat und Schweröl dient.
Die 1990er Jahre standen im Zeichen der Modernisierung der Infrastruktur. Allein für Uferanlagen und neue Krananlagen wurden in dieser Zeit über 25 Millionen DM investiert. Fünf moderne Krananlagen ermöglichen einen Güterumschlag bis 50 Tonnen. Das Containerterminal ist seit 1999 in Betrieb. Am 1. Juni 2005 beginnt für die vormaligen Bayerischen Landeshäfen und damit auch für den Hafen Aschaffenburg eine neue Zeitrechnung. Aufgrund eines Kabinettsbeschlusses aus dem Jahr 2004 wird die Bayerische Landeshafenverwaltung zur privatrechtlich organisierten Bayernhafen GmbH & Co. KG.

## Hafenbahn

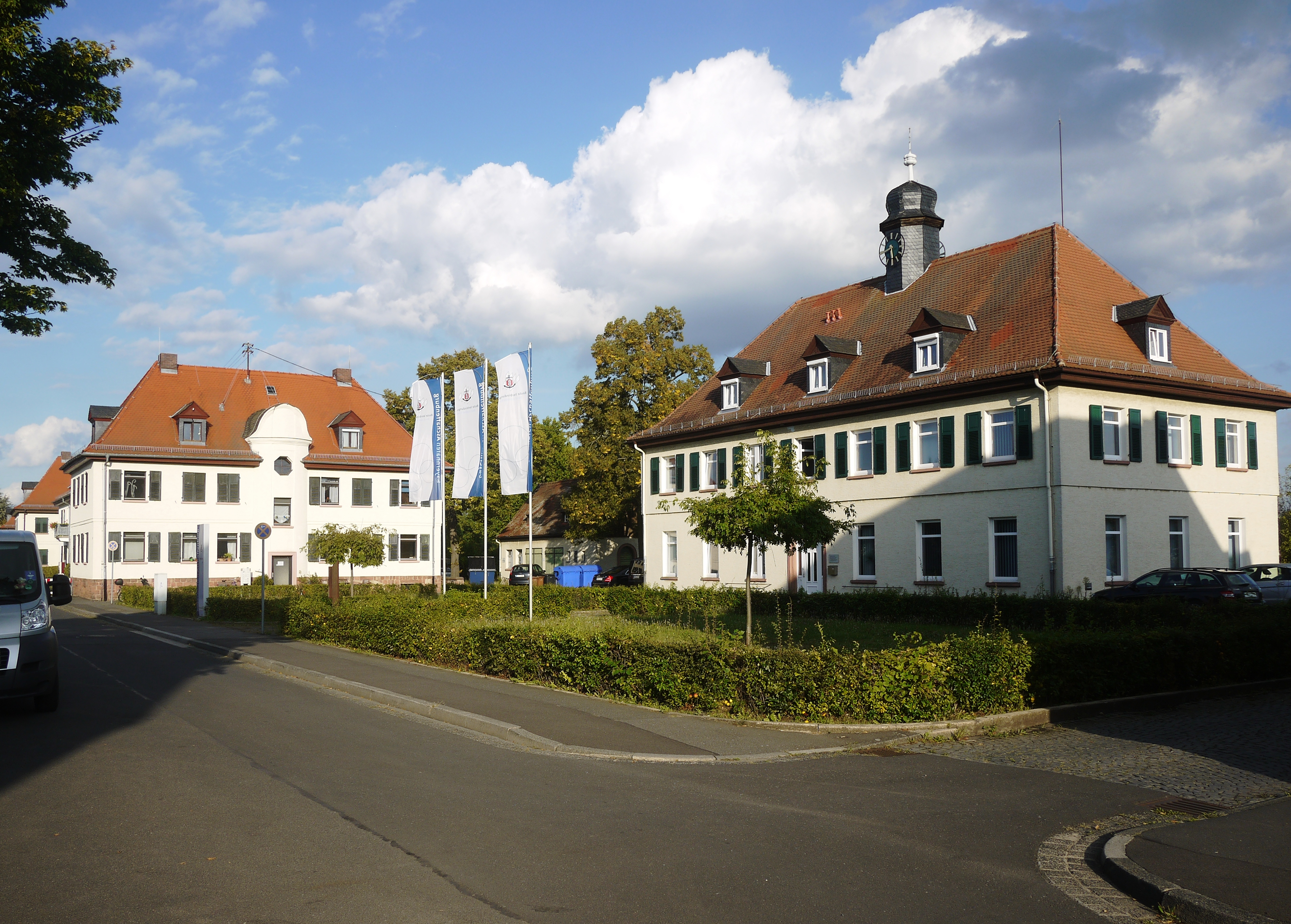
Denkmalgeschützte Gebäude Hafenbahnhofstraße 23 und 25

Die Hafenbahn Aschaffenburg bindet den Hafen Aschaffenburg an das Gleisnetz der DB AG an. Ihr Bau von 1906 (Planungsbeginn) bis 1921 (Inbetriebnahme) trug maßgeblich zur Entstehung des Stadtteils Leider in seiner heutigen Form bei. Auf ihrem Gelände befinden sich mehrere denkmalgeschützte Bauten. Sie besteht aus einem Verschiebebahnhof, einem angrenzenden Bahnbetriebswerk und den Gleisanlagen mit insgesamt 20 km Länge. Hinzu kommt, dass im Bahnhof Aschaffenburg-Süd von der Bahnstrecke Aschaffenburg–Miltenberg abzweigende, 4,3 km lange Anschlussgleis, das zunächst parallel zur Maintalbahn verläuft, dann über die Nilkheimer Mainbrücke den Main überquert und schließlich am Park Schönbusch vorbei in den Hafenbahnhof mündet. Vom Anschluss zweigt der Rest der nicht mehr betriebenen Bachgaubahn ab.

### Hafenbahnhof
Der Hafenbahnhof mit der ursprünglichen Bezeichnung „Aschaffenburg-Süd Neuer Hafen“ wurde von 1914 bis 1921 erbaut und bestand vor dem 2022 begonnenen Umbau aus sieben Gleisen, die in ein 110 m langes Ausziehgleis führen führten, sowie eine Gruppe mit vier kurzen Abstellgleisen. Auf dem Hafenbahnhof befinden sich zwei Stellwerke.
Neben dem Bahnhof befindet sich eine denkmalgeschützte Gebäudegruppe, die 2007 den Förderpreis des Bezirks Unterfranken zur Erhaltung historischer Bausubstanz erhielt. In den um einen rechteckigen Platz gruppierten Gebäuden hatte neben der Verwaltung der Hafenbahn auch die NBE Rail ihren Sitz. Daneben grenzen ebenfalls denkmalgeschützte Wohngebäude im gleichen Baustil an.

### Bahnbetriebswerk

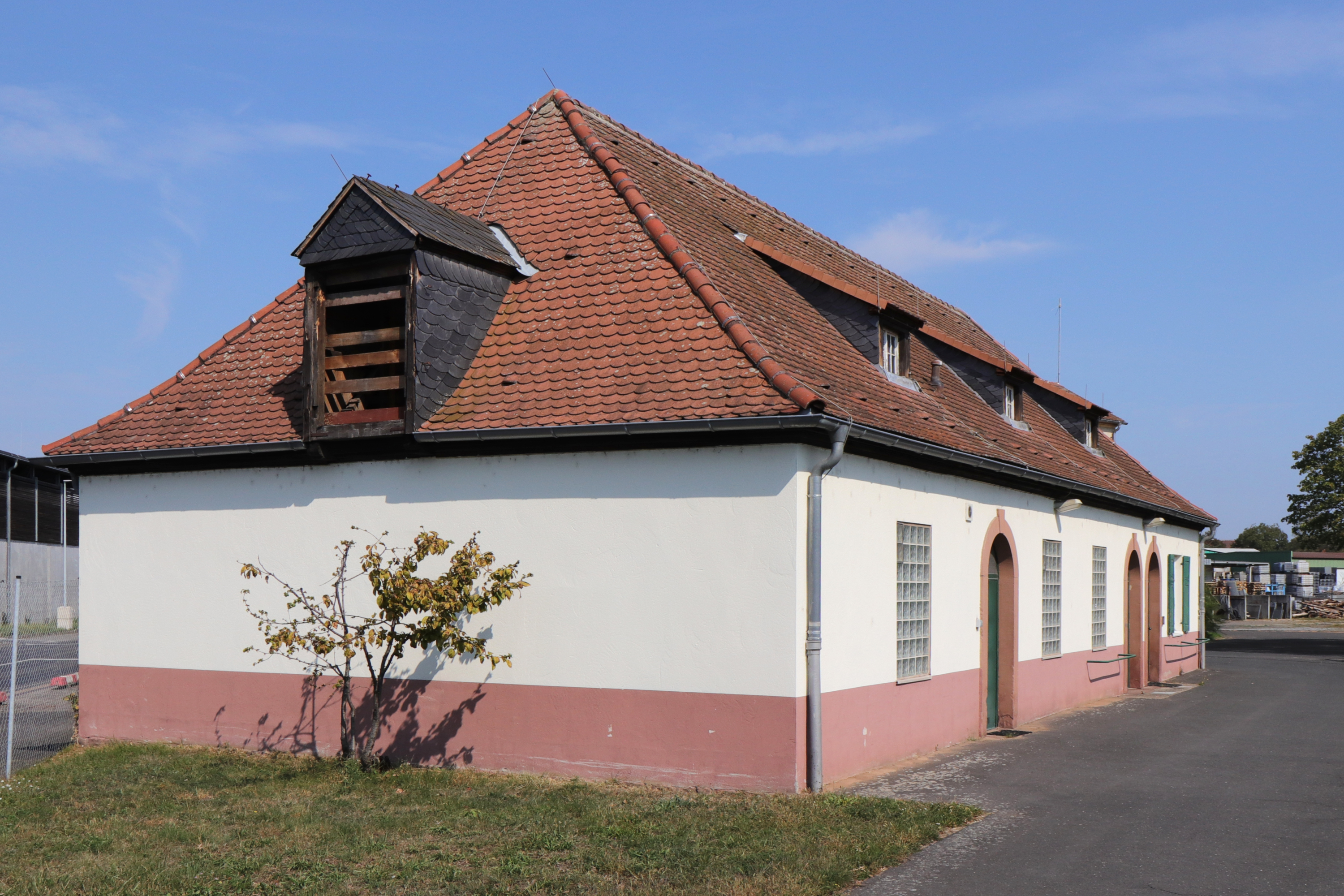
Abgerissenes Magazin

Das an den Hafenbahnhof angrenzende Bahnbetriebswerk besteht aus denkmalgeschützten Einrichtungen aus dem Jahre 1921, die in der Bayerischen Denkmalliste unter der Nummer D-6-61-000-483 zusammengefasst sind, nämlich ein Magazin (abgerissen und durch Neubau ersetzt), ein Werkstattgebäude mit dem Grundriss einer Basilika, einem Trafohaus, einem Wasserturm und einem Lokschuppen mit Drehscheibe.

### Fahrzeuge
Die Hafenbahn verfügt über eigene Fahrzeuge. Der Rangierdienst wird mit 2 Dieselloks Deutz KG 230 B abgewickelt. Eine größere Diesellok (ehemalige DR-Baureihe V 100) wird hauptsächlich für die Übergabe nach Aschaffenburg Hbf eingesetzt. Daneben sind eigene Baufahrzeuge vorhanden. Eine Krauss-Maffei ME 05 wurde nach Schweden verkauft.

## Geschäftszahlen
Gesamt Güterumschlag nach Verkehrsträgern (in Tsd. Tonnen)
| Jahr | Schiff | Bahn | LKW   | Gesamt |
| ---- | ------ | ---- | ----- | ------ |
| 2005 | 859    | 113  | 1.822 | 2.794  |
| 2006 | 948    | 117  | 1.745 | 2.810  |
| 2007 | 808    | 104  | 1.888 | 2.800  |
| 2008 | 910    | 209  | 2.151 | 3.270  |
| 2009 | 811    | 246  | 2.074 | 3.131  |
| 2010 | 860    | 215  | 2.047 | 3.122  |
| 2011 | 873    | 250  | 2.156 | 3.279  |
| 2012 | 889    | 207  | 2.058 | 3.154  |
| 2013 | 787    | 252  | 2.167 | 3.206  |
| 2014 | 782    | 319  | 2.432 | 3.533  |
| 2015 | 822    | 338  | 2.152 | 3.312  |
| 2016 | 789    | 307  | 2.996 | 4.093  |
| 2017 | 801    |      |       |        |

Modal Split 2016:
- Schiff: 19,3 %
- Bahn: 7,5 %
- LKW: 73,2 %